# Коленьо
Коленьо (на италиански: Collegno) e град и община в Метрополен град Торино, регион Пиемонт, Северна Италия. Разположено е на 302 m надморска височина. Към 1 януари 2020 г. населението му е 49 615 жители, от които 2724 са чужди граждани.